# Bucephalacra
Bucephalacra is een geslacht van vlinders van de familie bladrollers (Tortricidae).

## Soorten
- B. duplex (Diakonoff, 1981)
- B. scoliosema Diakonoff, 1970